# المعهد العالي للخدمة الاجتماعية بالقاهرة
المعهد العالي للخدمة الاجتماعية بالقاهرة، هو معهد عالي حكومي يتبع وزارة التعليم العالي، يمنح درجة البكالوريوس في الخدمة الاجتماعية.

## تاريخ
تأسس المعهد عام 1937 كأول المعاهد العالية في الشرق الأوسط وأفريقيا، وذلك بهدف إعداد الأخصائيين الاجتماعيين. كان يعرف آنذاك بـاسم مدرسة الخدمة الاجتماعية بالقاهرة. وقد تخرجت أول دفعة من الطلاب عام 1940، وكان عددهم 17 طلابها فقط مثّلوا اللبنة الأولى للعمل الاجتماعي التي اعتمدت عليها وزارة الشئون الاجتماعية عندما أنشئت عام 1939. وفي العام 1972 تغير الاسم إلى المعهد العالي للخدمة الاجتماعية بالقاهرة، وهو اسم المعهد الحالي.
انتقل المعهد إلى مقره الحالي في عهد الرئيس السابق محمد حسني مبارك، ووضعت سوزان مبارك قرينة الرئيس المصري حجر أساس المقر الجديد بمدينة نصر في 12 يناير 1992.

## مدة الدراسة
مدة الدراسة في المعهد 4 سنوات جامعية.

## الأقسام
- قسم خدمة الجماعة.
- قسم تنظيم المجتمع.
- قسم العلوم التأسيسية.
- قسم التخطيط الاجتماعي.
- قسم خدمة الفرد.
- قسم خدمة الجماعة.

## المؤهلات التي يقبلها
- الثانوية العامة بشعبتيها وما يعادلها من الشهادات العربية والأجنبية.
- دبلوم المعاهد المتوسطة للخدمة الاجتماعية بحد أدني 65% للقبول بالفرقة الثالثة مع إعفائهم من مادتي الخدمة الاجتماعية في المجال الأسرى والخدمة الاجتماعية في المجال المدرسي، ويفرض على الطالب أداء الامتحان في المواد الآتية: (تنمية اجتماعية، إحصاء، وسائل الاتصال، اللغة الأجنبية، علم النفس الصناعي، التنمية الاقتصادية) على أن يتم اجتياز الطالب لهذه المواد بنجاح قبل حصوله على درجة البكالوريوس ويتم قبول طلاب الدبلوم عن طريق المعهد مباشرة.
- دبلوم المعاهد المتوسطة للخدمة الاجتماعية بحد أدني 60% للقبول بالفرقة الثانية.[4]